# 엘뢰테르 이레네 뒤퐁
엘뢰테르 이레네 뒤퐁 드 느무르 또는 일루터 이레네 듀폰 드 니모어즈(프랑스어: Éleuthère Irénée du Pont, 1771년 6월 24일 ~ 1834년 10월 31일)는 프랑스, 미국의 화학자이자 기업인이다. 그의 후손인 듀폰 가문은 19세기 이래로 영향력 있는 사업가, 정치인, 자선가들의 세대와 함께 미국에서 가장 부유하고 가장 유명한 가문 가운데 하나였다. 1807년에는 자신이 태어난 프랑스 파리에 이어 제2의 고향이라고 할 수 있는 필라델피아에서 미국 철학 협회의 회원으로 선출되었다.

## 생애 초반과 가문
엘뢰테르 이레네 뒤퐁은 1771년 6월 24일에 프랑스 파리에서 피에르 사뮈엘 뒤퐁 드 네무르와 니콜 샤를로트 마리 루이 드 랑쿠르 부부의 아들로 태어났다. 그의 아버지는 1784년에 루이 16세 국왕의 특허장을 통해 귀족으로 승격된 정치경제학자였고 드 느무르라는 성씨를 부여받게 된다. 뒤퐁은 어린 시절에 에그레빌 근처에 있는 아버지의 영지인 부아드포세(Bois des Fossés)에서 성장했다. 특히 대부분의 과목에서 연구에 열정적이었는데 폭발물에 관심을 보였다고 한다. 뒤퐁은 1791년에 소피 달마(1775년 ~ 1828년)와 결혼하여 8명의 자녀를 두었다.
뒤퐁은 1800년 1월 1일에 자신의 아버지, 형의 가족과 함께 미국 로드아일랜드주 뉴포트에 상륙했다. 뒤퐁은 1802년에 델라웨어주 브랜디와인강에 자신이 소유한 사업체이자 가족의 집인 엘루테리언 밀스를 설립했다. 1월 1일은 미국에 뒤퐁 가족이 도착한 기념일인데 이 날짜는 여전히 그 후손들에 의해 기념된다. 뒤퐁은 위그노였다.

## 프랑스에서의 경력
뒤퐁은 1785년 가을에 파리에 위치한 콜레주 루아얄(현재의 콜레주 드 프랑스)에 들어갔다. 그로부터 2년 뒤에 자신의 아버지의 친구이자 유명한 화학자인 앙투안 라부아지에가 화약 제조를 담당하던 정부 기관인 레지 드 푸드르에 입학하게 된다. 뒤퐁은 라부아지에로부터 질산염 추출과 제조에 대한 전문 지식을 얻었고 나중에 "첨단 폭발물 생산 기술"을 연구하게 된다.
뒤퐁은 잠깐 동안의 견습 생활을 거쳐 에손주에 위치한 정부 화약 공장에서 일을 했지만 라부아지에가 떠난 이후에 그만두었다. 뒤퐁은 1791년에 아버지가 파리에 있는 작은 출판사를 경영하는 것을 돕기 시작했는데 그곳에서 그들은 프랑스의 정부 개혁을 지지하는 공화주의 신문을 발행했다. 뒤퐁은 혁명을 지지하는 국가방위군의 일원이었고 자코뱅파를 지지했다. 그러나 1792년 8월 20일에 뒤퐁과 그의 아버지는 루이 16세 국왕과 마리 앙투아네트 왕비가 튈르리 궁전을 습격했을 때에 탈출하는 것을 보호하는 데 참여했다. 그의 아버지는 루이 16세의 단두대 처형을 거부함으로써 동료 혁명가들을 화나게 했는데 두 사람의 온건한 정치적 견해는 혁명 시기에 있던 프랑스에서 골칫거리였다.
뒤퐁의 아버지는 1794년에 체포되었지만 공포 정치가 끝났기 때문에 처형을 피했다. 뒤퐁은 1797년 9월에 자신의 집과 인쇄기가 약탈당하는 동안에 아버지와 함께 라 포스 감옥에서 하룻밤을 보냈다. 이러한 사건들로 인해 그의 아버지는 프랑스의 정치적 상황에서 희망을 잃었게 된다. 뒤퐁은 자신의 가족들을 미국으로 이주시킬 계획을 세우기 시작했고 프랑스 출신 이민자들의 모범적인 공동체를 만들기를 열망했다. 뒤퐁 가문은 1799년 10월 2일에 자신들이 운영하고 있던 출판사를 매각하고 미국으로 출항했다. 뒤퐁 가족은 1800년 1월 1일에 로드아일랜드주에 도착하여 뉴저지주 버겐포인트에서 장남인 뒤퐁이 확보한 집에 정착하기 시작했다.
그들은 곧 그들의 새로운 사업이 무엇이 될 것인지 결정하기 위해 뉴욕에 사무실을 세웠지만 엘뢰테르 이레네는 이러한 계획의 많은 부분에 포함되지 않았다. 하지만 뒤퐁은 라부아지에와 그의 가족이 미국에 있는 것을 허락할 가능성을 보았다.

## 회사 설립
뒤퐁은 미국에 도착하자마자 화약 제조에 다시 관여할 생각은 없었지만 미국에서 생산되던 화약의 품질이 매우 좋지 않았던 시기에 화학과 화약 제조에 대한 전문 지식을 가져왔다. 델라웨어주에서 전해오는 전설에 따르면 그는 전직 프랑스 포병 장교였던 루이 드 투사르 소령과 함께 운명적인 사냥 여행을 하면서 화약 사업에 뛰어들기로 결심했다고 한다. 뒤퐁은 새를 쏘려다 총을 잘못 쏘았고 이로 인해 프랑스에서 라부아지에의 화약 제조 견습생 시절을 회상하게 되었다고 한다. 듀퐁은 높은 가격에도 불구하고 사냥에 사용하는 미국제 화약의 품질이 떨어졌다고 말했다고 전해진다.
뒤퐁의 요청에 따라 투사르는 미국의 화약 공장을 둘러볼 준비를 했다. 뒤퐁은 화약 제조 과정에서 재빠르게 사용되고 있는 질산 칼륨이 충분히 좋은 품질이라는 것을 추론했다. 그러나 미국의 정제 과정은 뒤퐁이 프랑스에서 배운 기술에 비해 형편없고 비효율적이었다. 뒤퐁은 프랑스에서 얻은 경험을 미국에서 더 높은 품질의 화약을 제조하고 정제소에 대한 현재의 산업 표준을 개혁하는 데 사용할 수 있다고 생각하기 시작했다. 아버지의 지원을 등에 업은 뒤퐁은 최초의 정제소 건설을 위한 자본을 모으기 시작했고 1801년 초에 필요한 자금과 장비를 조달하기 위해 프랑스로 돌아왔다.
뒤퐁은 1801년 4월 21일에 회사를 설립했다. 회사의 이름은 뒤퐁 드 느무르 앤 컴퍼니(E.I. du Pont de Nemours & Company)로 명명되었는데 나중에 듀폰이라고 부르게 된다. 뒤퐁의 화약 회사는 자본금 36,000달러, 18주가 각각 2,000달러였다. 그는 브랜디와인강에 위치한 부지를 6,740달러에 구입했는데 근처에는 몇몇 작은 건물들과 화재로 파괴된 면방적 공장의 기초가 있는 댐이 있었다. 최초의 화약은 1804년 4월에 생산되었다.

## 죽음과 유산
뒤퐁은 1834년 10월 31일에 필라델피아에서 향년 63세를 일기로 사망했다. 사망 원인은 "콜레라나 심장마비에 대한 상반된 보고"로 인해 구체적으로 밝혀지지 않았다. 그는 델라웨어주 윌밍턴에 위치한 가족 소유지에 있는 뒤퐁 드 느무르 묘지에 묻혔다.
뒤퐁이 설립한 회사는 미국에서 가장 크고 성공적인 회사 가운데 하나로 여겨진다. 19세기 중반까지 듀폰은 미국 군대에 가장 큰 화약 공급자였고 남북 전쟁 시기에 북군이 사용한 화약의 40%를 공급했다. 그의 아들인 앨프리드 V. 듀폰(1798년 ~ 1856년)과 헨리 듀폰(1812년 ~ 1889년)은 그의 사위인 자크 앙투안 비데르망의 3년 간 지도를 받은 다음에 공장을 관리했다. 그의 손자인 라모트 듀폰 1세(1831년 ~ 1884년)는 미국 화약 무역 협회의 초대 회장을 역임했다.